# Emu River
Der Emu River ist ein Fluss im Nordwesten des australischen Bundesstaates Tasmanien.

## Geografie

### Flusslauf
Der rund 52 Kilometer lange Emu River entsteht im Companion Reservoir an den Westhängen des Companion Hill, rund sieben Kilometer östlich der Hellyer Gorge. Von dort fließt er nach Nord-Nordosten und mündet in Wivenhoe, etwa drei Kilometer östlich von Burnie, in die Bass-Straße.

### Nebenflüsse mit Mündungshöhen
- Old Park River – 456 m
- Wollastonite Creek – 380 m
- Osborne Creek – 350 m
- Tittie Gee Creek – 313 m
- Pet River – 96 m[1]

### Durchflossene Stauseen
- Companion Reservoir – 548 m[1]